# Djoewariah
Djoewariah (fl. XX secolo) è stata un'attrice indonesiana, attiva principalmente al cinema tra gli anni quaranta e cinquanta.

## Biografia
Djoewariah nacque a Lampung e si avvicinò al cinema nel 1940, quando venne ingaggiata dallo studio di produzione Union Films di Batavia, nelle Indie orientali olandesi, per Bajar dengan Djiwa, nel quale ricoprì il ruolo di Djuliah, una giovane donna venduta a uno strozzino da suo padre. Seguirono altre due produzioni nel 1941: Wanita dan Satria, in cui fu accanto a Ratna Djoewita e Hidajat nella storia di un playboy che alla fine paga per le sue nefandezze, e Asmara Moerni, dove veste i panni di una cameriera che diventa il bersaglio degli affetti di un giovane medico (Adnan Kapau Gani).
La Union Films fu chiusa nel 1942 in seguito all'occupazione giapponese delle Indie orientali olandesi e la produzione cinematografica durante gli anni Quaranta fu molto più lenta di quanto non fosse stata sotto gli olandesi. Durante questo periodo Djoewariah si dedicò al teatro, in tournée con la troupe Bintang Soerabaja di Fred Young; è testimoniata una sua presenza con loro in un'esibizione teatrale del 1944 Sehidup Semati. L'occupazione terminò nel 1945 e il presidente Sukarno proclamò l'Indonesia come una nazione indipendente. Durante la successiva rivoluzione nazionale, ella rimase attiva come attrice teatrale e cantante  keroncong , vincendo una competizione vocale nel settembre 1947; a quel tempo era membro della troupe di Fifi Young, chiamata così per la sua diva.
Nel 1949, mentre la rivoluzione stava volgendo al termine, tornò al cinema con un ruolo nella versione cinematografica di Sehidup Semati. Durante i cinque anni seguenti apparve in diversi ruoli di importanza crescente. I suoi ultimi due film risalgono al 1954: Karina (Gadis Pasaran), in cui interpreta una donna che è costretta a diventare una cantante radiofonica per supportare la famiglia dopo che il marito è stato esiliato in Papua, e Kantjil Mas (Pedang dari Damascus), nel quale veste i panni di una regina di Basan che tenta di strappare tutto il potere a sua sorella e co-regina prima di essere sconfitta da uno spadaccino di Damasco. Da quell'anno in poi recitò solo a teatro.

## Filmografia
Secondo le fonti superstiti, Djoewariah è apparsa in almeno dodici film.
- Bajar dengan Djiwa, regia di R Hu (1940)
- Asmara Moerni, regia di Rd Ariffien (1941)
- Wanita dan Satria, regia di Rd Ariffien (1941)
- Sehidup Semati (1949)
- Bintang Surabaja 1951 (1950)
- Irawaty (Aju Kesuma) (1950)
- Musim Bunga di Selabintana (1951)
- Surjani Mulia (1951)
- Penjelundup (1952)
- Tunggal (1953)
- Kantjil Mas (Pedang dari Damascus) (1954)
- Karina (Gadis Pasaran) (1954)